# Elektronemission
Elektronemission är frigörelsen, emission, av elektroner från ytan av ett ämne. Alla metaller har fria elektroner som åker fritt mellan atomerna i metallen. För att lyckas ta sig bort från metallen till omgivningen behöver elektronerna övervinna metallens potentialbarriär genom att uppta energi.

## Olika typer av elektronemission
Det finns fyra olika sorters elektronemission.
1. Termisk emission, där elektronerna hettas upp så de får tillräckligt med energi för att nå omgivningen
2. Fältemission, där elektronerna lämnar ytan från en elektrisk ledare vid påvekran av ett starkt yttre elektromagnetiskt fält.
3. Fotoelektrisk effekt, där elektroner belyses med elektromagnetisk strålning av tillräckligt hög frekvens för att emittera.
4. Sekundäremission, då elektroner som har emitterats träffar andra elektroner i ex en anod i ett elektronrör så att dessa sekundära elektroner emitteras.